# Alianza Republicana Nacionalista
La Alianza Republicana Nacionalista (ARENA) es un partido político salvadoreño, situado en el espectro político de derecha. Fue fundado en 1981 por el militar salvadoreño Roberto d'Aubuisson Arrieta, con el objetivo de participar en las elecciones a la Asamblea Constituyente de 1982. 
Definida según sus estatutos como una institución política constituida por «salvadoreños que defienden el sistema de gobierno democrático, republicano y representativo; el sistema de economía social de mercado y el nacionalismo», cuenta según sus estimaciones con aproximadamente 200 000 militantes entre los cuales se cuentan 92 000 afiliados con derecho a participación en la toma de decisiones internas del partido.
Fue el principal partido de la oposición política en El Salvador desde su derrota en los comicios presidenciales de 2009 y uno de los principales referentes políticos de la derecha salvadoreña. Desde la promulgación de la Constitución de 1983 ha sido el partido político que más tiempo ha gobernado el país con cuatro mandatos presidenciales consecutivos entre 1989 y 2009, además de principal partido en la Asamblea Legislativa en siete de las once legislaturas instaladas desde 1985. Forma parte de la Alianza Democrática en el Parlamento Centroamericano (PARLACEN), así como también es miembro de la Unión Internacional Demócrata (IDU) y su regional Unión de Partidos Latinoamericanos (UPLA), y de la originalmente anticomunista Liga Mundial por la Libertad y la Democracia (WLFD).
Se encontró destacado a nivel nacional con sedes en cada cabecera departamental y en la gran mayoría de los municipios del país, y organizado en ocho sectores para la «promoción humana y el desarrollo político, económico y social» siendo mayormente destacables sus sectores femenino, la Juventud Republicana Nacionalista y el sector de salvadoreños en el exterior —principalmente radicado en ciudades de Estados Unidos—.
El principal organismo de mando es la Asamblea General, que representa a todos los afiliados a través de la participación en esta de delegados de las estructuras partidarias y funcionarios de elección popular pertenecientes al partido, así como del Consejo Ejecutivo Nacional (COENA) que como organismo de mando es elegido por los afiliados para un período de tres años. En 2016 se celebraron elecciones para el COENA en las que resultó elegido presidente Mauricio Interiano con cerca del 46.5 % de los votos junto a su planilla electoral y en la cual destacan el jefe de la fracción del partido en la Asamblea Legislativa —el diputado Alberto Romero— como director de Asuntos Legislativos, y la presidenta de la Corporación de Municipales de la República de El Salvador y alcaldesa de Antiguo Cuscatlán —Milagro Navas— como directora de Asuntos Municipales.

## Historia

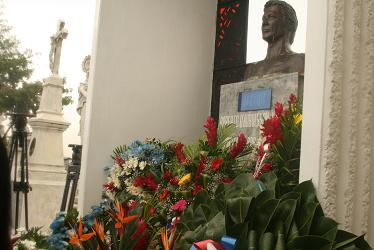
Tumba de Roberto d’Aubuisson Arrieta, mayor del ejército salvadoreño, fundador del partido político de derechas Alianza Republicana Nacionalista (ARENA) y uno de los personajes más polémicos de la historia nacional a fines del.

Luego del Golpe de Estado de 1979, las organizaciones de derecha comenzaron a distanciarse de las Fuerzas Armadas, aglutinándose algunas de ellas en el Movimiento Nacionalista Salvadoreño y al que con posterioridad se unirían elementos del Movimiento Pro Paz y Trabajo y el Frente Femenino, así como otras organizaciones de agricultores de la región oriental del país para conformar el Frente Amplio Nacional (FAN), germen del actual partido político. En 1980, la Fuerza Armada detuvo a varios líderes del FAN, entre los que se encontraba Roberto d'Aubuisson, tras el asesinato del arzobispo de San Salvador —Óscar Arnulfo Romero— y quienes posteriormente decidírían exiliarse a Guatemala.
En Guatemala, durante una Reunión en 1981 d'Aubuisson junto con otros de los exiliados comenzaron a dar forma a las estructuras y lineamientos que llevarían a la creación del partido político incluidos los conocidos como «13 principios», y que finalmente serían presentados ante un reducido público en Ciudad de Guatemala el 2 de mayo de 1981. Finalmente, según como se recoge en los estatutos del partido, la fundación de Alianza Republicana Nacionalista ocurrió el 30 de septiembre del mismo año.
El 4 de diciembre de 1981, ARENA se inscribe como partido en el Consejo Central de Elecciones y se prepara para los comicios de la Asamblea Constituyente. Roberto d’Aubuisson, Ricardo Ávila, Ricardo Valdivieso y Emilio Redaelli denuncian lo que ellos consideran una agresión informativa comunista en febrero de 1982. Dos meses antes de las elecciones el 26 de febrero de 1982, la plana mayor de ARENA sufre un atentado en su local, del cual pocos salen ilesos. d’Aubuisson fue objeto de un atentado el sábado 27 de febrero de ese mismo año.
d’Aubuisson ya llevaba varios meses en campaña. La marcha arenera sonaba en las radios y el azul, blanco y rojo inundaba las calles. También estaban en la contienda el PDC, los herederos del poder luego del golpe de 1979, y varios partidos de derecha.
El partido surgió como una respuesta a la insurgencia del Frente Farabundo Martí para la Liberación Nacional (FMLN), el cual procuraba, a través de las armas, deponer al gobierno e instalar un régimen estatal inspirado en los gobiernos de la Cuba revolucionaria y de la Nicaragua sandinista.
Por su fuerte línea anticomunista, el partido tuvo el apoyo de algunos miembros del Partido Republicano de los Estados Unidos, como el exsenador Jesse Helms, quien apoyó a D'Aubuisson en el proceso de desarrollo del partido. Posterior a las elecciones presidenciales de 1984, que ARENA pierde frente al candidato histórico del PDC, Ing. José Napoleón Duarte quien fue la principal figura de oposición durante los años 60 y 70 durante el régimen militar que estaba conformado por el Partido de Conciliación Nacional lograría por primera vez la presidencia que le fue arrebata en las elecciones de 1972 tras el fraude electoral contra Arturo Armando Molina, y su exilio en Venezuela; volvería en 1979 tras el golpe de estado hacia Carlos Humberto Romero, logrando integrar la Tercera Junta Revolucionaria de Gobierno antes de las elecciones de 1984. Roberto D'abuisson no ganó la elección debido a las críticas por su extremismo, sin embargo d'Aubuisson da un paso a un lado y decide elegir de candidato, el hasta entonces, poco conocido cafetalero Alfredo Cristiani. En su ideario, el partido afirma creer en un sistema de gobierno democrático y representativo, enfatizando los derechos individuales, la familia como núcleo de la sociedad y el respeto a la propiedad privada.
Tres años antes de las presidenciales de 1989, d’Aubuisson se puso a pensar quién sería el próximo candidato presidencial. Cuatro nombres estaban escritos con plumón azul en una pizarra blanca colgada dentro del desordenado cuarto donde se reunía el COENA, en el antiguo local del partido, que se ubicaba en la calle El Progreso de San Salvador. Por orden estaban: Manuel Pacas, Mauricio Gutiérrez Castro, Armando Calderón Sol y Alfredo Cristiani. Poco a poco fue tachando con una equis hasta que quedó el de Cristiani. D'abuisson relato en una anécdota que Cristiani “Es buen candidato, lo único que me preocupa es que es muy educado y no sé si podrá poner quietos a mis compañeros de la Fuerza Armada”, comentó. “Al final lo van a tener que aceptar”, dijo. Y él se encargó de que así fuera. Durante los siguientes fines de semana recorrió el país. “Éste es el candidato”, decía. “d’Aubuisson, d’Aubuisson”, gritaba la gente. Que les digo que este es el candidato; es más educado, sabe hablar inglés y yo ni visa tengo”, relató en una tarde calurosa en Cojutepeque.

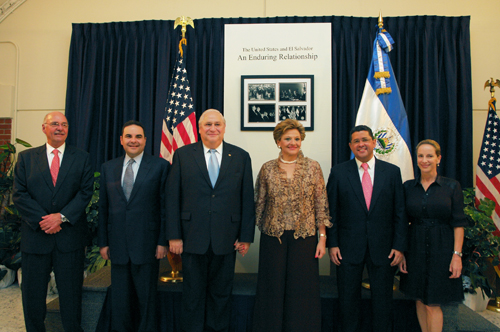
(de izquierda a derecha): el expresidente de El Salvador Alfredo Cristiani, el entonces presidente Antonio Saca, el expresidente Armando Calderón Sol, la ex primera dama Elizabeth Aguirre de Calderón, el expresidente Francisco Flores y la ex primera dama Lourdes Rodríguez de Flores.

En elecciones, el partido consiguió la Presidencia de la República con Alfredo Cristiani (1989-1994), Armando Calderón Sol (1994-1999), Francisco Flores (1999-2004) y Elías Antonio Saca. Cabe destacar que también el partido consiguió la Presidencia de la Asamblea Legislativa con Gloria Salguero Gross (1994-1997). ARENA mantuvo el puesto presidencial en cada elección desde el fin de la guerra civil salvadoreña hasta el año 2009. En las elecciones presidenciales de 2004, Elías Antonio Saca obtuvo la victoria derrotando a Schafik Handal, candidato del FMLN, con el 58 % de los votos, frente al 36 % de su rival, y la participación fue de 70 %. En la participación política (12 de marzo de 2006) ARENA se convirtió en la primera fuerza política con 147 alcaldías (más del 50 % del territorio nacional) y segunda en el parlamento salvadoreño con 34 diputados(30 % más que las elecciones municipales y de diputados del año 2003). En las elecciones de 2009 se puede destacar la victoria en la Alcaldía de San Salvador por Norman Quijano. No obstante, el 15 de marzo ARENA perdió las elecciones presidenciales con su representante Rodrigo Ávila y su compañero de fórmula Arturo Zablah, ante una victoria de Mauricio Funes, con una diferencia de 70 000 votos. El 13 de marzo de 2014 se anuncia ganador a Salvador Sánchez Cerén con un 50.11 % en una apretada segunda vuelta frente a Norman Quijano por una mínima pero contundente cantidad de 6364 votos.
Dada la política de gobierno conservador, El Salvador mantiene buenas relaciones con gobiernos afines tal como los Estados Unidos. Uno de sus «mayores logros» en el año 2006 fue una extensión de programa de permiso de trabajo temporal (TPS, por sus siglas en inglés), así como la aprobación del Tratado de Libre Comercio entre Estados Unidos, Centroamérica y República Dominicana, siendo este un paso para concretar el proyecto del Tratado de Libre Comercio de las Américas (ALCA). Los detractores del partido ARENA cuestionan la total fidelidad del partido al modelo económico liberal.
El 19 de febrero de 2007, fueron secuestrados y posteriormente asesinados en Guatemala, los diputados salvadoreños al Parlamento Centroamericano, Eduardo d'Aubuisson, William Pichinte y José Ramón González, todos miembros del partido ARENA y su conductor, Gerardo Ramírez. Lo cual según autoridades guatemaltecas fue dado por estar involucrados en el narcotráfico. 
El 15 de marzo de 2008 el partido eligió al que fue su candidato a las elecciones presidenciales de 2009, en las que ARENA intentó sin éxito conseguir su quinta victoria consecutiva. Luego de un primer proceso de elecciones primarias, fue Rodrigo Ávila, director hasta hace unas semanas antes de su nominación de la Policía Nacional Civil. En el discurso pronunciado por Ávila minutos después de su confirmación como candidato se presentó como la persona que «renovaría» la derecha salvadoreña. También se definió como un admirador del fundador del partido, Roberto d'Aubuisson.
En el mes de octubre de 2009 y luego de una reestructuración del Consejo Ejecutivo Nacional (COENA), doce diputados del grupo parlamentario anuncian su renuncia y se declaran independientes de la dirigencia del partido. Posterior a esta salida, en los meses posteriores renunciaron otros diputados, alcaldes y diputados del parlamento centroamericano. Este grupo de políticos, decide aglutinarse bajo la bandera de un nuevo movimiento político denominado la Gran Alianza por la Unidad Nacional (GANA) el cual posteriormente se constituyó como partido político.
Ante la salida del grupo de diputados y debido a investigaciones en las estructuras internas del partido, en diciembre de 2009 el COENA decide expulsar al expresidente Elías Antonio Saca, bajo la acusación de violentar los principios del partido e intervenir en el proceso de elección interna del candidato presidencial en la última elección.
Posterior a la expulsión y a otras renuncias en el parlamento, para abril de 2010 ARENA quedó con un saldo de dieciocho diputados en la Asamblea Legislativa, de treinta y dos que originalmente ganó en marzo de 2009.
En el 2015 ARENA se confirma nuevamente como la primera fuerza política al ganar 35 diputados y 132 alcaldías con un proceso renovado y con votación secreta por rostro internamente.
El 3 de febrero de 2019, a pesar de que se presentaron a las elecciones en alianza con otros partidos minoritarios, sufrieron su peor caída al perder frente al actual presidente Nayib Bukele.
ARENA se conforma por 8 sectores: Agropecuario, Campesino, Empresarial, Femenino, Juventud, Obrero, Profesional, y Hermano en el Exterior conocido como octavo sector.

## Resultados electorales

### Elecciones presidenciales
|  | 31,65 % |

|  | 46,41 % |

|  | 53,82 % |

|  | 48,32 % |

|  | 68,35 % |

|  | 51.96 % |

|  | 57,71 % |

|  | 48,68 % |

|  | 38,95 % |

|  | 49,89 % |

|  | 31,72 % |

|  | 5,57 % |

### Elecciones Parlamentarias
|  | 29,3 % |

|  | 29,7 % |

|  | 48,1 % |

|  | 44,3 % |

|  | 45,03 % |

|  | 35,4 % |

|  | 36,0 % |

|  | 31,9 % |

|  | 39,4 % |

|  | 38,55 % |

|  | 36,76 % |

|  | 38,9 % |

|  | 41,72 % |

|  | 12,18 % |

|  | 7,29 % |

### Concejos Municipales
|  | 36,03 % |

|  | 39,04 % |

|  | 38,8 % |

|  | 39,93 % |

|  | 41,80 % |

|  | 18,99 % |

|  | 9,78 % |

### Parlamento Centroamericano
|  | 45,0 % |

|  | 36,1 % |

|  | 39,2 % |

|  | 38,49 % |

|  | 40,13 % |

|  | 13,23 % |

|  | 10,99 % |